# افرای استوارت
افرای استوارت (نام علمی: Acer stewarti) نام یک گونه از سرده افرا است.